# Hrabstwo Candler

Piramida wieku hrabstwa

Hrabstwo Candler (ang. Candler County) – hrabstwo w stanie Georgia w Stanach Zjednoczonych. Jego siedzibą administracyjną jest Metter.

## Geografia
Według spisu z 2000 obszar całkowity hrabstwa obejmuje powierzchnię 248,81 mil2 (644,41 km²), z czego 246,88 mil2 (639,42 km²) stanowią lądy, a 1,94 mil2 (5,02 km²) stanowią wody. 

## Miejscowości
- Metter
- Pulaski

### Sąsiednie hrabstwa
- Hrabstwo Bulloch (wschód)
- Hrabstwo Evans (południowy wschód)
- Hrabstwo Tattnall (południe)
- Hrabstwo Emanuel (północny zachód)

## Demografia
Według spisu z 2020 roku liczy 10 981 mieszkańców, co oznacza spadek o 0,15% w porównaniu z poprzednim spisem z roku 2010. Według danych pięcioletnich z 2021 roku 71,3% to biali (60,2% nie licząc Latynosów), 25,2% czarnoskórzy lub Afroamerykanie, 1,6% miało rasę mieszaną, 1,2% Azjaci i 0,5% to rdzenna ludność Ameryki. Latynosi stanowili 12,9% populacji hrabstwa.

## Religia
W 2020 roku, w hrabstwie znajduje się duże grono wyznawców prymitywnych baptystów, które słynie z obrzędu umywania nóg. Jest to druga co do wielkości grupa po południowych baptystach. Istnieje grupa ponad 100 mennonitów. Grupy nieprotestanckie pozostają marginalne.

## Polityka
Hrabstwo jest przeważająco republikańskie, gdzie w wyborach prezydenckich w 2020 roku, 70,7% głosów otrzymał Donald Trump i 28,6% przypadło dla Joe Bidena. 